# Nacht und Nebel

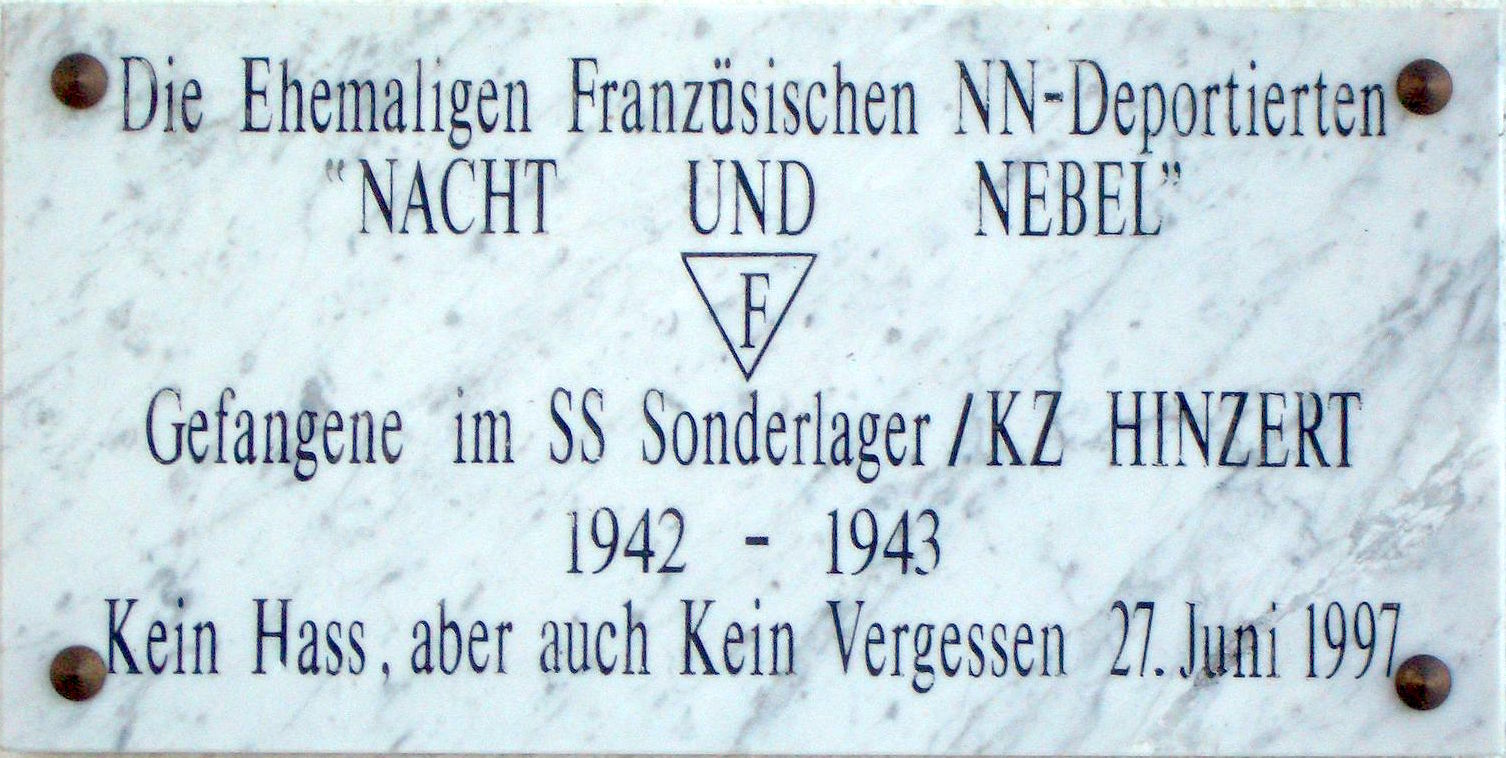
Minnesmärke över de franska Nacht und Nebel-fångarna i koncentrationslägret Hinzert.

Nacht und Nebel (tyska ”Natt och dimma”, förkortat: NN) var ett dekret angående arresteringar av motståndsmän i tyskockuperade områden, utfärdat av Adolf Hitler genom generalfältmarskalk Wilhelm Keitel den 7 december 1941.

## Bakgrund
Efter att Tyskland hade angripit Sovjetunionen den 22 juni 1941, och därmed brutit den tysk-ryska vänskapspakten, ökade aktiviteten bland motståndsrörelserna i de tyskockuperade länderna. Det var bakgrunden till de nya riktlinjer för arrestering av personer inom motståndsrörelsen som gavs i det så kallade Nacht-und-Nebel-Erlass, utfärdat av Hitler och Keitel 1941. Det första dekretet, ”Riktlinjer för hantering av brott mot riket eller ockupationsmakten i ockuperade områden”, kom den 7 december och därefter följde dekret som förtydligade genomförandet.
Enligt dekreten skulle civilpersoner, som i de av Nazityskland ockuperade områdena gjort sig skyldiga till sabotage eller på något sätt visat motstånd mot den tyska övermakten, behandlas med särskild stränghet. De skulle endast ställas inför rätta om domen innebar dödsstraff och därefter avrättas så fort som möjligt. Civilpersoner misstänkta för brott ej belagda med dödsstraff skulle gripas och i skymundan föras till läger i Tyskland. Vid efterfrågningar om dessa personer skulle tyska polis- och armémyndigheter inte lämna ut några uppgifter om var de befann sig. Arresteringarna skedde ofta på natten och de gripna försvann i ”natt och dimma”. Det så kallade Nacht und Nebel-dekretet började gälla den 29 december 1941 i Norge, Nederländerna, Belgien och Frankrike.
Orden Nacht und Nebel är inte utskrivna i dekreten men blev den benämning som kom att användas inom SS, Gestapo, armén och av tyska byråkrater. När de arresterade sattes i läger i Tyskland, blev de registrerade som "NN"-fångar. N.N. är även förkortningen av det latinska nomen nescio, vilket betyder "jag vet inte namnet".
Orden Nacht und Nebel anses första gången ha använts i en text av Johann Wolfgang von Goethe och senare i Richard Wagners opera Rhenguldet.